# بوريس أرياس
بوريس أرياس (بالإسبانية: Boris Arias)‏ هو لاعب كرة مضرب بوليفي، ولد في 9 نوفمبر 1993 في لاباز في بوليفيا.

## وصلات خارجية
- بوريس أرياس على موقع رابطة محترفي التنس (الإنجليزية)
- بوريس أرياس على موقع الاتحاد الدولي لكرة المضرب (الإنجليزية)
- بوريس أرياس على موقع كأس ديفيز (الإنجليزية)
- بوريس أرياس على موقع خلاصة التنس.كوم (الإنجليزية)
- بوريس أرياس على موقع إي إس بي إن.كوم (الإنجليزية)